# Забеле (Радинський повіт)
Забеле (пол. Zabiele) — село в Польщі, у гміні Радинь-Підляський Радинського повіту Люблінського воєводства.
Населення — 566 осіб (2011).
У 1975-1998 роках село належало до Білопідляського воєводства.

## Демографія
Демографічна структура станом на 31 березня 2011 року:
|          | Загалом | Допрацездатний вік | Працездатний вік | Постпрацездатний вік |
| -------- | ------- | ------------------ | ---------------- | -------------------- |
| Чоловіки | 291     | 59                 | 208              | 24                   |
| Жінки    | 275     | 58                 | 170              | 47                   |
| Разом    | 566     | 117                | 378              | 71                   |